# Remington Rand

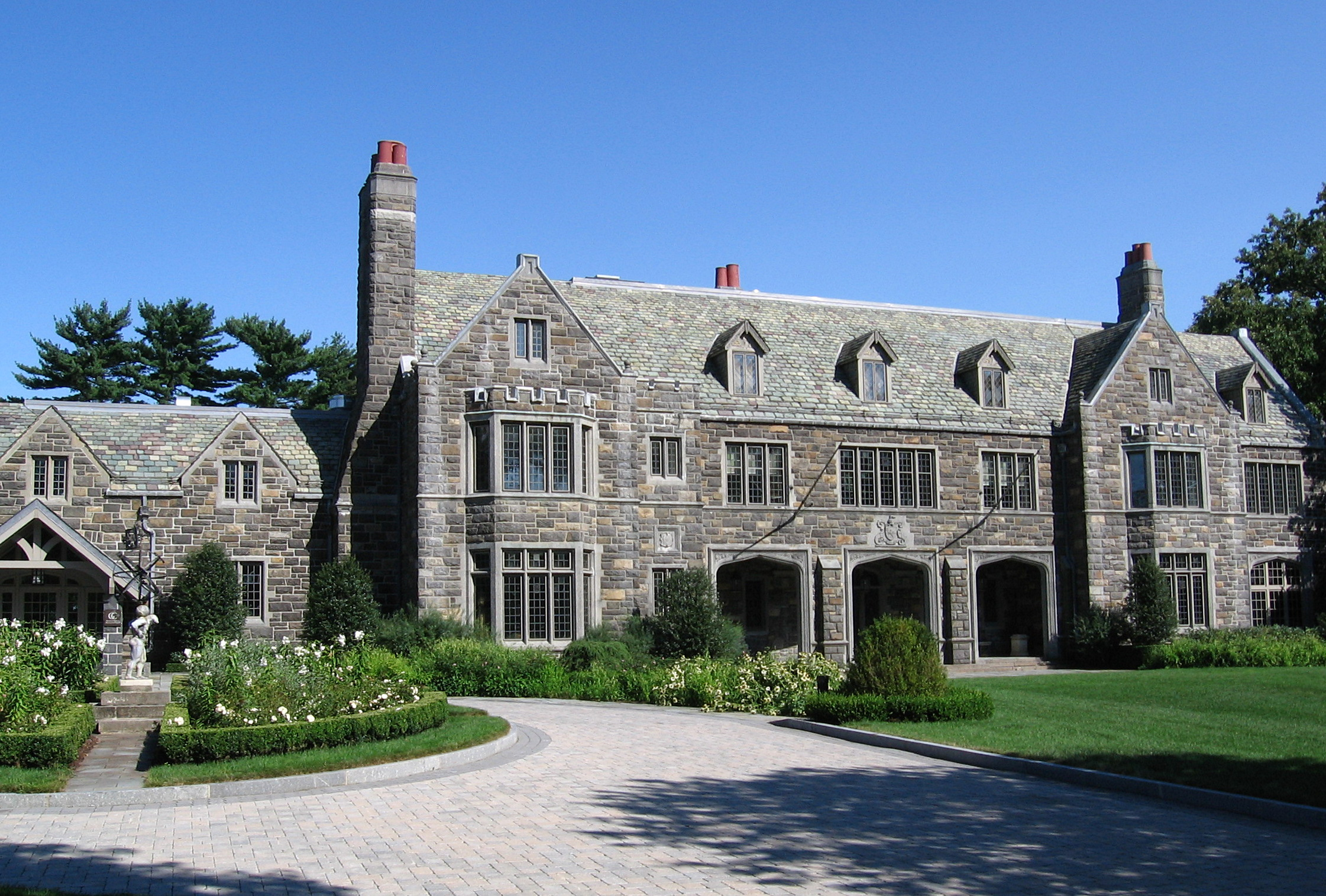
Rock Ledge, Remingtons hoofdkantoor van 1943-1964

Remington Rand heette oorspronkelijk naaimachine- en wapenfabriek E. Remington & Sons en was gevestigd in Ilion in de staat New York. Zij produceerden in 1873 de eerste serie schrijfmachines ter wereld, naar een ontwerp van Christopher Latham Sholes en Carlos Glidden.
Aanvankelijk dacht de fabrikant dat de machine alleen bruikbaar zou zijn voor geestelijken en schrijvers. De Remington was en is ruim een eeuw lang in veel uitvoeringen een hoogwaardig product gebleven. Veel landen claimen het recht van de eerste schrijfmachine te hebben ontworpen. Het staat echter onomstotelijk vast dat de start van de eerste serieproductie (circa 25 modellen) in september 1873 op naam van deze Remingtonfabriek staat, evenals de daarbij behorende QWERTY-toetsenbordindeling. Het opdruk op de eerste modellen luidde: Sholes & Glidden Type Writer manufactured by E. Remington & Sons, Ilion, N.Y. Bij de eerste modellen sloegen de schrijfarmen van onderen af omhoog tegen de schrijfrol, waardoor men alleen de geschreven tekst kon lezen als men de schrijfrol even openklapte.
Men kon dus nog niet direct zien wat men schreef. De eerste modellen van deze machine hadden een toetsenbord van vier rijen en schreven alleen hoofdletters. Latere modellen kregen hoofd- en kleine letters middels een enkele omschakeling (shift). Dergelijke modellen noemde men een onderaanslagmachine. Het te beschrijven papier werd om een rol geplaatst, de zogenoemde wagen van de schrijfmachine. Wanneer men de eerste regel geschreven had, was het nodig om gebruik te maken van de wagenterugloop (later kwam daarvoor de Return-toets). Dat ging toen met een pedaal. Bij de productie bleek het – vooral achteraf – van belang dat de machine eenvoudig in elkaar was gezet, hetgeen de onderhoudskosten kon beperken. Bij de schrijfmachine werd ook vaak een houten, later metalen, kofferdeksel meegeleverd, die bevestigd werd aan een vaak houten bodemplaat waar de schrijfmachine aan bevestigd was. In 1886 werd de fabriek overgenomen door William Wyckoff, Clarence Seamans & Henry Benedict, inclusief de rechten op de naam Remington. In 1902 wijzigden zij de naam van de fabriek in Remington Typewriter Company. De fabriek ging in 1927 samen met de Rand Kardex Company onder de naam Remington Rand. Later werd dit opgenomen in het Sperry Rand-concern.